# Mučedníci z Isfahánu
Svatí Mučedníci z Isfahánu byla skupina 5 křesťanů umučených ve 4. století v Isfahánu.
- sv. Acindynus
- sv. Anempodistus
- sv. Aphthonius
- sv. Elpideforus
- sv. Pegasius

Jejich svátek se slaví 2. listopadu.